# Wahlbezirk Böhmen 48
Der Wahlbezirk Böhmen 48 war ein Wahlkreis für die Wahlen zum Abgeordnetenhaus im österreichischen Kronland Böhmen. Der Wahlbezirk wurde 1907 mit der Einführung der Reichsratswahlordnung geschaffen und bestand bis zum Zusammenbruch der Habsburgermonarchie.

## Geschichte
Nachdem der Reichsrat im Herbst 1906 das allgemeine, gleiche, geheime und direkte Männerwahlrecht beschlossen hatte, wurde mit 26. Jänner 1907 die große Wahlrechtsreform durch Sanktionierung von Kaiser Franz Joseph I. gültig. Mit der neuen Reichsratswahlordnung schuf man insgesamt 516 Wahlbezirke, wobei mit Ausnahme Galiziens in jedem Wahlbezirk ein Abgeordneter im Zuge der Reichsratswahl gewählt wurde. Der Abgeordnete musste sich dabei im ersten Wahlgang oder in einer Stichwahl mit absoluter Mehrheit durchsetzen. Der Wahlkreis Böhmen 48 umfasste die Gerichtsbezirke Böhmisch Brod, Karolinenthal, Nusle und Wrschowitz, wobei folgende Gemeinden ausgenommen waren:
- Podol und Branik aus dem Gerichtsbezirk Nusle (Wahlbezirk 9)
- Karolinenthal (Wahlbezirk 16)
- Wrschowitz, sowie aus dem Gerichtsbezirk Nusle die Gemeinden Nusle, Michle und Krč (alle Wahlbezirk 17)
- Böhmisch Brod (Wahlbezirk 19)

Aus der Reichsratswahl 1907 ging aus dem ersten Wahlgang der Sozialdemokrat Rudolf Jaroš als Sieger hervor. Bei der Reichsratswahl 1911 konnte Jaroš sein Mandat erfolgreich verteidigen.

## Wahlergebnisse

### Reichsratswahl 1907
Die Reichsratswahl 1907 wurde am 14. Mai 1907 (erster Wahlgang) durchgeführt. Die Stichwahl entfiel auf Grund der absoluten Mehrheit für Jaroš im ersten Wahlgang.
| Kandidat                                                                       | Partei                                  | Wahlkreis- stimmen | Prozent |
| ------------------------------------------------------------------------------ | --------------------------------------- | ------------------ | ------- |
| Rudolf Jaroš                                                                   | Tschechische Sozialdemokratische Partei | 7317               | 55,6 %  |
| Josef Čepek                                                                    | Tschechische Agrarpartei                | 3327               | 25,3 %  |
| Jan Slavíček                                                                   | Tschechisch national-soziale Partei     | 1252               | 9,5 %   |
| František Moravec                                                              | Jungtschechen                           | 804                | 6,1 %   |
| Alois Švejda                                                                   | Christlich-sozialer Agrarier            | 399                | 3,0 %   |
|                                                                                | Sonstige Parteien                       | 65                 | 0,5 %   |
| Wahlberechtigte: 14.527, Ungültige/Leere Stimmen: 153, Wahlbeteiligung: 91,7 % |                                         |                    |         |

### Reichsratswahl 1911
Die Reichsratswahl 1911 wurde am 13. Juni 1911 (erster Wahlgang) durchgeführt. Die Stichwahl entfiel auf Grund der absoluten Mehrheit für Jaroš im ersten Wahlgang.
| Kandidat                                                                       | Partei                                  | Wahlkreis- stimmen | Prozent |
| ------------------------------------------------------------------------------ | --------------------------------------- | ------------------ | ------- |
| Rudolf Jaroš                                                                   | Tschechische Sozialdemokratische Partei | 7400               | 53,2 %  |
| Emanuel Sulč                                                                   | Tschechische Agrarpartei                | 3631               | 26,1 %  |
| Eduard Šeplavý                                                                 | Tschechisch national-soziale Partei     | 2319               | 16,7 %  |
| František Satorie                                                              | Tschechische Christlichsoziale Partei   | 513                | 3,7 %   |
|                                                                                | Sonstige Parteien                       | 34                 | 0,2 %   |
| Wahlberechtigte: 16.274, Ungültige/Leere Stimmen: 148, Wahlbeteiligung: 86,3 % |                                         |                    |         |